# Пётр Верещагин
Яков Владимирович Калико (литературные псевдонимы Петр Верещагин и Кайл Иторр) — писатель-фантаст. Родился в 1976 году в Киеве, где и проживает в настоящее время. Окончил физико-математическую школу № 145. Поступил в Киевский политехнический институт по специальности «Искусственный интеллект», окончил его в 1999 году. Писать фантастику начал в 1995 году; тогда же появился и псевдоним Кайл Иторр, однако публиковался в печати писатель как Петр Верещагин.

## Публикации
Сольные романы публиковались в основном в издательстве «Альфа-книга» в сериях «Фантастический боевик» и «Магия фэнтези». Рассказы также издавались в сборниках в издательстве «Эксмо» и различных журналах.
- Кайл Иторр. Мастер Теней. — Киев: Лабиринт, 1997. — 389 с. — 3600 экз. — ISBN 5-7101-0111-7. (первая половина «Повелителя Теней»)
- Верещагин П. Повелитель Теней. — М.: АРМАДА: «Издательство Альфа-книга», 2000. — 512 с. — (Фантастический боевик). — 13 500 экз. — ISBN 5-93556-017-8.
- Верещагин П. Повелитель Теней. — М.: АРМАДА: «Издательство Альфа-книга», 2004. — 505 с. — (Магия фэнтези). — 6000 экз. — ISBN 5-93556-390-8. («Книга Теней»)- роман в новеллах
- Верещагин П. Испытание Тьмой. — М.: АРМАДА, 2001. — 439 с. — (Фантастический боевик). — 16 500 экз. — ISBN 5-93556-054-2. — роман, первая книга из цикла «Книга Тьмы»
- Верещагин П. Испытание Тьмой. — Киев: Сварог, 2006. — 352 с. — (Библиотека вторжения). — 3000 экз. — ISBN 966-8970-00-4.
- Верещагин П. Арканмирр. — М.: АРМАДА: «Издательство Альфа-книга», 2000. — 496 с. — (Фантастический боевик). — 12 500 экз. — ISBN 5-93556-026-7.
- Верещагин П. Арканмирр. — М.: АРМАДА: «Издательство Альфа-книга», 2004. — 490 с. — (Магия фэнтези). — 6000 экз. — ISBN 5-93556-400-9. («Игра Арканмирра») — роман-трилогия
- Кайл Иторр. Зелёный луч. — М.: «Издательство Альфа-книга», 2013. — 376 с. — (Мир Земли лишних). — 6000 экз. — ISBN 978-5-9922-1384-3. («Зеленый луч», первый роман цикла)
- Кайл Иторр. Змеиное логово. — М.: «Издательство Альфа-книга», 2014. — 441 с. — (Мир Земли лишних). — 5000 экз. — ISBN 978-5-9922-1753-7. («Зеленый луч», второй роман цикла)

## Список книг
Данные книги публиковались в электронном формате на различных ресурсах.
- Фэнтези
  - 1. Век без драконов
  - 2. Вредные духи
  - 3. Иллюзия и Закон
  - 4. Книга Теней
  - 5. Последний оплот цивилизации
  - 6. Сердце героя
  - 7. Экскурсия в былое

- Арканмирр: Книга зеркал:
  - 1. Игра Арканмирра
  - 2. Истребитель Нечисти
  - 3. Путь Дракона
  - 4. Цена крови
  - 5. Охранники Подземелья
  - 6. Алхимик
  - 7. Искательница
  - 8. Мудрец

- Книга Тьмы:
  - 1. Noblesse oblige
  - 2. Адов Пламень
  - 3. Враги до гроба
  - 4. Время убивать
  - 5. Высшие существа
  - 6. Древо желаний
  - 7. Испытание Тьмой
  - 8. История одного боя
  - 9. Как всегда
  - 10. Княжий дар
  - 11. Когда рушится мир
  - 12. Лесное наследие
  - 13. Мара
  - 14. Мудрость природы
  - 15. Огонь жизни
  - 16. Оружие богини
  - 17. Отражение
  - 18. Последний шаг
  - 19. Путь златой секиры
  - 20. Путями солнца
  - 21. Святой Георгий
  - 22. Слово убийственной силы
  - 23. Чёрный менестрель
  - 24. Этюд в черных тонах

- Книга Тьмы: Кречет:
  - 1. Истинный герой
  - 2. Истинный маг
  - 3. Истинный король

- Книга Тьмы: Ульрих
  - 1. Право битвы
  - 2. Отложенная битва

- Научная фантастика
  - 1. Doom 1
  - 2. Doom 2 — Ад на Земле
  - 3. Законы Мерфи о ведении боя
  - 4. Искусство — вечно (фрагмент)

- Киберпанк
  - Конец Сети

- Земля лишних, Миры Андрея Круза
  - 1. Зелёный луч
  - 2. Змеиное логово

- Юмористические стихи
  - Гепталогия DOOM